# 1989 UU1
1989 UU1 är en asteroid i huvudbältet, som upptäcktes den 29 oktober 1989 av den japanske amatörastronomen Takuo Kojima i Chiyoda.
Asteroiden har en diameter på ungefär 6 kilometer.